# 장도원
장도원(張道元, 1954년 3월 20일 ~ )은 한국 출신 미국인 사업가이다. 패션 브랜드 포에버 21의 창업가이다.

## 어린 시절
장도원은 한국에서 나고 자랐고 1981년 그의 아내인 장진숙과 함께 미국 캘리포니아주로 이민을 갔다.

## 경력
그와 그의 아내는 1984년 로스엔젤레스 하일랜드 파크에 패션 21이라는 의류전문 가게를 열었다. 이 가게는 확장되면서 현재의 이름인 포에버 21으로 바뀌게 된다. 2010년 현재 가게의 수는 457개이다. 두 딸과 친인척 기업으로 운영되고 있고 2012년 포브스에서 조사한 재산은 4조 4000억여원이다. 전 세계에서 가장 성공한 여성 브랜드로도 알려져있다. 포에버 21에서 나오는 모든 가방의 바닥에는 요한복음 3장 16절이 표기되어있는데 이는 장도원과 그의 가족들이 기독교 신자들이기 때문이다.

## 사생활
그들은 두 명의 자녀가 있으며 캘리포니아주 비버리 힐스에 살고있다.